# 森はなに色
森はなに色（もりはなにいろ）は、粕谷紀子による漫画作品。
週刊セブンティーン1980年48号から1982年42号まで連載され、1983年から1984年にかけてセブンティーンコミックスから全7巻の単行本として発売された。主に横浜を、時に長野、瀬戸内海を舞台に、幼い頃からの親友同士であった2人の男性が、1つ年下の女性を同時に好きになってしまったことから始まる10年間の愛を描いた恋愛マンガである。

## 概要
横浜の高校2年生の幼なじみ、カイとシュンが、1つ年下の女子高校生、裕子に同時に恋をしたことで物語は始まる。シュンと裕子、そしてカイと裕子の恋愛関係と、カイとシュンの友情関係からなる三角関係は互いを思いやる気持ちと自己保身の気持ちが重なり合ってやがて泥沼化し、裕子の妊娠発覚で一度破綻する。幾度かのすれ違いののち、シュンと裕子が結婚し、カイが彼らを支える形で関係は修復するが、裕子の出産後、産まれた子への望外の喜びからシュンが事故死したことで、関係は裕子の育児をカイが支える形に変化する。シュンの死から3年後、彼らの下にカイの指導教授の娘、貴美子が登場し、今度はカイと裕子の恋愛含みの友情関係と、カイに憧れる貴美子とカイの恋愛関係での三角関係が再び発生し、再び泥沼化する。しかし、以前の経験から問題は解決し、その6年後の、カイと裕子が出会って10年後に、2人は瀬戸内海の離島で結婚する。

## あらすじ

### 1巻
1980年、横浜。同じ城南高校2年生の甲斐照己(カイ)と港俊輔(シュン)は、かたや医学部志望の優等生、かたやリーゼントに髪を固めた不良でありながら、周囲も認める、幼い頃からの親友同士である。ある秋の日の夕方、2人は、母娘喧嘩に出くわす。シュンが喧嘩を止めた後の母親の手当にタオルを貸したカイは、喧嘩をしていた娘のほうの如月裕子に一目惚れをしてしまう。奥手で女性とまともに喋ることもできないカイのために、シュンが裕子に話しかけ、それから2人はほぼ毎日、裕子のアルバイト先である"レディードーナツ"に通うことになる。
ある日、カイの都合でシュンは1人だけでドーナツ店に向かい、そこで暴走族に絡まれていた裕子を助け、その勢いでキスしてしまう。そして、カイへの罪悪感で、シュンはそれ以降ドーナツ店に付き合うことをやめることを宣言する。
いっぽう、シュンにキスされたことで、裕子は自分が好きだったのがシュンであったことに気が付く。しかし、次の月曜、裕子の思い人を見ようと同級生一同らがドーナツ店で張り込んでいたところに現れたのは、カイであった。裕子は、カイの熱心さにほだされ、試しに付き合ってみるも、シュンのことを諦められきれず、カイとの付き合いをやめ、連絡を断とうとアルバイトも辞める。カイがフラれたことに怒って裕子の通う白珠高校に乗り込んできたシュンに、裕子は自分の気持ちを話して去り、シュンも裕子の魅力に改めて気がつく。
授業料を稼ぐアルバイトがなくなった裕子は、冬休み、長野のスキーロッジでのアルバイトを申し込む。同じ頃、失恋の痛みを慰めるためにシュンはカイを盛り場へ連れ出すが、カイには慰めにならず、逆にカイが長野の別荘に遊びに行くことを提案する。
別荘への道すがら、シュンは休憩のために寄ったロッジの一人娘・麻理を口説き、別荘に遊びに来るよう誘う。麻理はアルバイトで働いている裕子を誘い、ロッジに泊まっていた大学生をも連れて別荘に向かう。別荘には、大学生の1人、高山と裕子が遅れて到着し、それを見たカイと高山の争いになる。喧嘩はカイの一方的な負けに終わるが、自分のために戦ってくれたカイに感動して、裕子はカイとのことを考え直す。深夜、シュンに部屋を追い出されたカイは、麻理が出ていった裕子の部屋に向かうが、入室を拒否される。しかし、その後裕子もカイのいるリビングに降り、そこで話しているうちに、2人は改めて付き合うことになる。
新年の初詣デートの後、カイは自宅に裕子を迎えて両親に紹介する。表向きは歓迎するも、受験を控えているカイを考えて両親は心配する。興信所で調べた如月家の身分を気にする父親との喧嘩でカイは家を飛び出し、シュンの部屋に転がり込むが、カイの純潔宣言を聞いたシュンは罪悪感と嫉妬から逆ギレしてカイを追い出す。
3学期、学校に訪ねてきた裕子とのキスの誘惑をカイが無理やりはねのけたことで、裕子は未だ自分がシュンを好きであり、カイへの情熱がないことに気がついてしまう。改めてシュンに告白するも、シュンはカイへの友情からそれを断る。絶望した裕子はふらふらと夜の街を歩く。
その姿を、かつてシュンに追い払われた暴走族の1人、貞二が見つける。貞二は裕子を拉致し、無理やり酒を飲ませて泥酔させ、暴走族のアジトの一室に連れ込む。シュンを追いかけて上京し偶然アジトのあるバーで飲んでいた麻理はシュンに連絡して助けを求める。裕子を助ける試みはシュンは貞二とのタイマンとして埠頭でのチキンレースになり、シュンはその勝負に勝つ。
うわ言で裕子がシュンの名前を呼んでいることに気がついた麻理は、その日は身を引くことにする。シュンと裕子は停泊していたヨットの1室に入り込んで暖をとり、その夜2人は結ばれる。そして、2人はカイに、そのことを言わなければならないと決意する。

### 2巻
決意はしたものの、2人はカイに真実を言うことが出来ない。シュンと身体含みで付き合い出した裕子は、しかし純潔を貫くカイと付き合うことをやめられずにいた。シュンがつれなくなったことに気がついた麻理は、二股している裕子の気持ちを晒そうと動き出す。万引きトラブルをわざと起こしてカイのところに近づき、裕子の二股についてカイに助言するも、シュンを信じているカイは全く取り合わない。体を差し出してカイを誘惑しても、裕子への一途を貫こうとしているカイは取り合わず、転がり込んできた麻理を追い出す。いっぽうで、麻理の指摘に二股を自覚している裕子は動揺し、母親に相談するが、相談を聞いた母親は「男女のことは自分で解決するしかない」と話しつつ、想像していたより早く大人になった裕子のことに感慨深くする。
カイの純情への罪悪感に、シュンと裕子は、誰も知らないところで会おうと、4月1日にデートを計画する。麻理は偶然その計画を知り、彼らの待ち合わせ場所である東海道線横浜駅の反対の端にカイを誘い、小田原行きの電車に同乗してデートを尾行する。そしてカイは、2人が菅田浜で楽しくデートをしているところを目撃してしまう。
決着をつけるために裕子とカイは浜辺で2人で対峙するが、自棄になったカイは裕子を無理やり犯してしまう。シュンへの信頼も、自分への信頼も失ったカイは茫然自失のまま浜辺を彷徨い、警察に保護される。家に帰ったあと、自分の思い出がことごとくシュンとのものであることに気がついたカイは、全ての写真を破り捨てる。
始業式の朝、同じ3年C組になったものの、シュンはカイのことを心底軽蔑する発言をし、カイはそれに対してナイフでシュンを刺そうとする。果たしてそれは全くの未遂に終わり、カイはシュンには全くかなわないことを再認識させられる。いっぽうシュンは、裕子と付き合っている自信から、リーゼントをやめ、クラスに溶け込み、体育祭のバスケットボールで優勝するなど大活躍する。
打ちひしがれたカイは、深酒し、埠頭のたまり場でシンナーに手をだす。偶然それを見たシュンはカイを助けるも、カイが自分の真似をするように荒れていることに気がつき、自分が裕子と付き合ったままでいいのか疑問に持ち始め、デート中にもその気分が抜けなくなる。裕子の母親は、シュンが友情から裕子を捨てるのではないかと心配し、シュンを呼び出して釘を刺す。
裕子のもう一つの心配は、生理が予定日よりも2週間以上遅れていることだった。そんなとき、裕子の同級生たちは、カイが喫茶店の片隅で慣れないタバコを吸うなどすっかり落ちぶれているところに出くわし、裕子が二股していたことを知る。そして、クラス内で「裁判」と称した裕子の糾弾会を開く。裕子が開き直ったことでつかみ合いの喧嘩になりかけるが、親友しなちゃんが仲裁し、さらに裕子の悪阻が現れたことで会はうやむや、中絶のためのカンパ集めの会に変貌する。おそらく子供の父親はカイであった。

### 3巻
妊娠した事実を確かめに病院に行くことも、カイやシュンに話すことも出来ず、裕子は学校を休み続ける。シュンとカイは相変わらずギクシャクしていたが、道端で言いがかりに巻き込まれたカイと、道すがらそれをシュンが助けたことがきっかけで、お互い裕子が何を考えているのかわからないことに気がつく。2人はアルコールの勢いを借りて裕子の家に押しかけ、翌日の約束を取り付ける。2人からどちらかを選べと言われた裕子は一瞬喜ぶものの、自分がどちらかを選べなくなっていることにも気が付く。
翌日、約束の喫茶店で、選択の前に妊娠の事実を話そうとした裕子だが、その前に2人から別れを突きつけられ、呆然として帰ってくる。裕子の母親は自分の経験からも中絶に賛成するが、逆にそのことで裕子は出産すると翻意する。母親が出産を諦めさせるようキツく言った言葉を真に受けた裕子は家を飛び出す。
2週間無断欠席が続いたことで、裕子は学校を退学処分になり、それは学校中の噂になっていた。表向き仲直りしたシュンとカイが楽しそうにしているのを見たしなちゃんは激昂し、裕子との約束を破って2人に裕子の妊娠の事実を告げる。カイは妊娠の責任を取るために裕子との結婚を決意し、シュンはカイと裕子のために裕子を探し出そうと決心して夏休みの初頭に退学する。
裕子は家を出た後、子供を一人で産んで育てようと、東京で深夜喫茶に泊まりつつアルバイトを探していた。しかし、家出少女を雇う店はどこにもなく、当座の金もなくなり、空腹の中、売春に手を出そうとするも思いとどまる。駅で松本行きの列車を見つけ、かつてのロッジでの思い出を懐かしみ、無賃乗車で乗り込み、長野の小諸付近をさまよう。
観光果樹園も行っている蓮見農園の一人娘であるえり子とその従兄の恒は、家に帰る車の道すがら、道端で倒れている女性を見つけ、かかりつけの一瀬病院に運び込む。その女性はすっかり衰弱した裕子だった。妊娠を把握した上で、一ノ瀬医師は母体保護のために中絶をしようとするが、かつて中絶経験のあるえり子は一ノ瀬医師に母子ともども助けるよう頼み込む。奇跡的に裕子は回復し、ユミ子の偽名でえり子の家に退院し、入院費を返そうと、蓮見農園で働きだす。学会で上京した一ノ瀬医師はその晩、学生時代の友人だったカイの父を訪ね、そこで、迷い込んできた10代の妊婦のことを話す。家に泊まることになった一ノ瀬にカイは事情を話し、裕子の住んでいる農園の住所を聞き出す。
高校を辞め、実家の青果店を手伝いながら裕子を探すシュンは、歩いての人捜しに限界を感じていた。そんな夜、貞二と暴走族の一団がシュンの家にやってくる。チキンレースでのシュンの度胸に感心したリーダーの遺言に従ってオートバイを渡しに来たのだった。オートバイの欲しいシュンは、引き渡しの条件である族の仲間になることにも了承し、免許を取って集会に参加することにする。集会で裕子を探していることを話すシュンに貞二は感動し、全国の支部も動員して裕子を探しはじめる。しかし、裕子は見つからず、捜索活動に関わるメンバーは次第に減っていっていた。シュンは、裕子は絶対にどこかで働いていると確信し、素性が怪しくても働ける季節労働をしていると考える。折しも季節は初秋で、この時期の季節労働は観光りんご園だと考えたシュンと貞二は、長野に足をのばすことを決める。
妊娠しながらも真面目に働く裕子は他の使用人にも評判がよく、恒も感心する。そんな恒が実はえり子を好きなことに裕子は気がつくが、実際のところ恒はえり子のワガママに愛想を尽かしつつあった。そんな夜、カイが裕子のところを訪ねてくる。

### 4巻
えり子の手引きで、カイと裕子は会って話し合う。しかし、カイの言葉が妊娠の責任を取る話ばかりで自分を求めているわけではないことに裕子は気がつき、再び姿を消そうと決心する。長野で人捜しを始めたシュンは、道すがら車の故障に困っていた恒を助けるが、恒はシュンに見せられた裕子の写真にしらを切る。
台風が近付いていたその夜、えり子は無理してパーティーに出かけるが、恒が自分に愛想を尽かしつつあることに後悔しつつ、一人でパーティーを中座し、大雨の帰り道の中、よろけたところをシュンに助けられる。コインランドリーで借りたシュンのジャンパーのポケットに裕子の写真をみつけたえり子は、自分の農園に裕子がいることをシュンに告げる。
一夜明けた果樹園は、対策むなしく絶大な被害を受けていた。恒は裕子にプロポーズし、戻るつもりの北海道の大学に一緒に来てくれるよう頼む。それを、裕子を探しにきたえり子が聞いてしまう。絶望したえり子は、自分の部屋に戻り、自殺を試みる。シュンは、鍵のかかったえり子の部屋をこじ開け、えり子を助け出す。いっぽうプロポーズされた裕子は、恒が愛情と友情と取り違えていることを指摘し、自分がかつて同じ状態だったことを告白する。
えり子自殺未遂の話で、果樹園は大騒ぎになる。えり子の命の恩人となったシュンに恒は、以前の嘘を詫び、裕子がりんご園にいることを告げる。しかし、騒ぎの間に裕子は農園を抜け出しており、2人はすれ違いになる。果樹園中を探し回ったシュンのところに、前の日足止めを食らったカイが訪ねて来てシュンを見つけ、表面からは見えないシュンの一途さに感服する。
身重の妻を持つトラックドライバーの好意で、裕子は横浜の自宅に戻る。シュンはちょうど帰ってきたところの裕子を見つける。2人は抱き合ってキスするが、そのとき裕子は自分の身勝手さが起こした顛末がこれであると思い、シュンを払いのける。それがカイを好きなための行動と勘違いしたシュンはその場を去る。裕子の母親は裕子を暖かく迎える。
カイは、裕子が自分を求めていないことをはっきり聞き、シュンが裕子を何より愛していることを告げる。それでも2人が付き合わないつもりであることを知ったカイは、自分の子供が2人の仲を引き裂いていることに気がつく。実際、シュンのわだかまりも、妊娠したのがカイの子供であることにあった。
裕子の同級生は裕子の退学取り消しを求める署名運動を行い、その結果、裕子は白珠高校に復学する。裕子を見守る友人たちの行動に、校長も理事長も、今回の騒動が良い方向に向かったことを喜ぶ。
裕子を愛しつつも子供のことで悩み、荒れるシュン。暴走族を辞め、バツイチ子持ちの年上女性と結婚することになった貞二のことも素直に祝福できない。そこにカイが現れ、裕子の子供を引き取るつもりであることを告げる。その言動が引け目を感じさせるとシュンはカイを圧倒する。カイは、それまでシュンが自分のことを正義の味方よろしく守ってきたこと自体がカイにずっと引け目を感じさせてきたのだと話し、それでも親友としてシュンと裕子には幸せになって欲しいのだと語る。その言葉にわだかまりが解け、自信を取り戻したシュンは、裕子の下に向かい、裕子との結婚を決める。
翌朝、シュンは、両親に結婚を決めたこと、そして相手が自分の子を妊娠中であると嘘の報告をする。シュンの父親に激昂され、シュンは家を出て行こうとするが、父親はシュンの非力を指摘し、シュンの本気さを知って結婚を認める。
婚姻届を出したシュンと裕子を、カイは祝福する。元町のレストラン「カタロニア」でジュースで乾杯した3人は、いつか皆に子供についての真実を話すこと、子供は3人で育てること、そして3人が犯した過ちを子供にいつか話すことを約束する。新婚初夜に、シュンと裕子は海辺のホテルで一夜を過ごす。
シュンの家に住むことになった裕子は、シュンの両親から大歓迎を受ける。自分らの孫のためにとベランダの改築まで始めたシュンの父親を見て、裕子は自分たちがまた同じ過ちを繰り返しているのではと不安になる。

### 5巻
子供の真実について親に言えば家にはいられなくなると考えたシュンは、家から出るための金を稼ごうと、青果店の仕事が終わった後に別のアルバイトを始める。罪悪感で家に居づらくなった裕子のところに、カイの父親が訪ねて来たところで裕子は破水し、陣痛で病院に運ばれる。病院にカイも呼んだカイの父親は子供の父親の真実を話そうとするが、シュンの父親は、それをわかった上で、裕子の子供は自分らの孫であると宣言する。
夜遅く着いたシュンは父親が知った上で応援してくれることを知り、裕子の不安を和らげる。やがて裕子は女の子を出産する。産んだ子供を喜ぶ裕子を見て、シュンは自分がその輪に入れないと落胆する。改めて新生児室に裕子の子供を見に行ったシュンは、血液型から子供が自分の実子であることに気がつく。喜んだシュンは、一刻も早くそのことをカイに告げようとバイクでカイの下に走る途中、タンクローリーと正面衝突して命を落とす。
シュンの死を知った一同は、しかしこのことは出産直後の裕子には言えないと悩む。面会に来ないシュン、様子のおかしい裕子の母とカイを見て不安に思った裕子の前で流れたTVニュースでシュンの死が報道され、裕子はそれをまじまじと聞くことになる。取り乱す裕子に、カイは改めてシュンの死を告げる。
シュンの死を認められない裕子は、日に日に衰弱する。カイは裕子に忘れ去られた子供の血液型を見て、その子供が自分の子ではないことに気がつき、事故で死んだシュンの不可解な行動の動機を理解する。子供を連れてカイは裕子にそのことを告げ、裕子は自分の子がシュンの忘れ形見となったことを知り、生きる気力を取り戻す。
シュンの墓前で、裕子は子供に望という名前をつけたこと、子供は立派に育てることを報告する。復学し、シュンの家から元の実家に戻り、シュンが居ないことに寂しさを感じつつ暮らす。
シュンの死の3ヶ月後、カイはK大医学部にストレートで合格する。その1年後、母親やクラスメイトの協力で高校を卒業した裕子は看護短大に進学した。カイは裕子ら親娘を見守る役目を課し、シュンの死から3年が経った。
3歳になった望は、立ち振る舞いやふとした仕草がシュンに似るようになっていた。時々カイの元に遊びに来る裕子ら親子に、学内は噂で持ちきりだったが、カイはまったく気にしていなかった。看護短大を卒業した裕子は21歳になり、木下総合病院の小児科に配属となった。裕子の家に通い、望にシュンの話を聞かせるカイ。カイはもうすぐ見守る役目を終えるつもりでいた中、裕子はシュンと会えない寂しさを抱えたまま暮らしていた。しかし、子育ての知識を生かして裕子は小児科でも活躍し、母親は望の幼稚園入園を機にアルバイトを考え、一見生活は順調に見えた。
カイは興味のあるテーマが近いことから、厳しいと有名な諸口ゼミを2年連続で受けることにする。諸口教授はカイの熱意と学力を認め、家に招待する。蔵書に目を輝かせるカイに、諸口教授はその年高校2年生になる娘の貴美子を紹介し、家庭教師役をお願いする。カイはそれを了承し、諸口家に家庭教師に通うことになる。
諸口教授のねらいは、貴美子の成績向上よりも、カイを貴美子と結婚させることにあった。カイの優秀さを見込んで、諸口教授は手術の見学に招待するなど、さらにカイに特別扱いをしだす。勉強に飽きた貴美子にドライブに連れ出され、カイは過去の裕子との苦い恋について話す。貴美子は自分の話のようにそれを聞き、自分がそれを慰めると恋人に立候補するが、カイはそれを同情と好意のはき違えだとして断る。その後、いつものように裕子にシュンの話をして別れたカイは、自分が見守ると言っていたのが言い訳に過ぎず、まだ裕子のことを愛していることに気がつき、正式に諸口教授に対し、貴美子とは付き合えないことを宣言する。簡単にそれを認めたように見えた諸口教授だったが、それは表向きのことに過ぎず、カイを自分の娘と結婚させる計画は諦められていなかった。家庭教師に来なくなったカイのことを思う貴美子は、カイが本気で好きになったという裕子のことを確かめに、木下病院を訪ねる。

### 6巻
裕子を一目見た貴美子は、裕子の存在感に圧倒され、裕子を迎えに来たカイに見つからないように去る。久しぶりに望を交えず、2人で食事を楽しんだ帰り、裕子はいつものようにシュンの思い出をカイに求めるが、カイはそれを止め、自分自身が慰めにならないかと告白する。自分がカイのことを期待していたことに気がつき、一瞬裕子はそれを受け入れかけるが、シュンの姿が脳裏に浮かび、カイを拒否する。カイ自身にもシュンの存在が立ちはだかっていることに気づいたカイは、自暴自棄になって車で心中を試みる。望のことを考える裕子の必死の呼びかけでそれは未遂に終わるが、カイは裕子からの最後のひとかけらの信頼も失ったと後悔する。カイと別れた裕子は、家にあるシュンの遺影に話しかけ、生きている人を愛したいと寂しさを募らせる。
諸口教授は、カイの母親経由で貴美子との交際を申し込む。カイの出世を望む母に押し切られるように、カイは貴美子と交際することにする。
シュンの実家に望を連れて遊びに来た裕子は、シュンの父から、若い裕子がシュンに縛られることなく生きて欲しいと願って2人を手放したことを語られる。新しい恋がシュンへの裏切りにならないと知った裕子は、甲斐医院に向かうが、そこでカイとデートに出かける貴美子を目撃し、カイを失ったことの大きさに気がつく。
貴美子とデートしていてもことあるごとにシュンと裕子の思い出がよぎるカイに、貴美子は献身的に尽くす。その献身に応え、思い出を忘れようとカイは決心し、カイの母親に、貴美子との結婚を決めた事を話す。しかし、カイの父親はカイに対する違和感に気づく。両家の挨拶会が行われた夜、カイの父はカイの結婚への真意を問いただす。表面的な結婚のメリットしか語らないカイに、父親はカイのかつての夢は忘れてしまったのかと話して去る。カイの夢は、無医村での診療をして生活することだったのだ。
カイと貴美子は結納を交わし、そのことを諸口教授が触れ回ったことで、カイの婚約は学内中の知るところとなり、これまでの教授の依怙贔屓も見ていた周囲の反応は一変する。その態度に、カイも立場を利用し尽くそうと決意する。
貴美子は高校に婚約指輪をつけて登校し、同級生の友人たちに結婚をうらやましがられ、カイの紹介を求められる。貴美子は、そのためのレストランの選定をカイに尋ね、カイは思わず、かつて裕子とシュンの結婚を祝った店、元町の「カタロニア」を挙げる。当日、カイの不安は的中し、店内に1人でシュンとの思い出に浸っている裕子がいるのを見つけてしまう。
貴美子は裕子の下に近付き、婚約したこと、裕子を結婚式に招待することを告げる。裕子は動揺するが、それらは自分がカイを拒んだ結果であることに気がつく。化粧室で裕子は貴美子にカイについて話し、裕子は貴美子の婚約の直前まで自分を愛していたこと、しかし今のカイは全く魅力的でなく、幸せそうにも見えないと強がる。煽られた貴美子は、帰り道に新婚の準備が終わったマンションにカイを誘い、寝室のベッドにカイを誘う。自分の煮え切らない態度が貴美子を追い詰めたと考えたカイは、覚悟を決めて貴美子を抱く。
初体験後の貴美子は、よりいっそうカイに恋するようになり、情緒不安定になる。それを見て、諸口教授は結婚式を早めることにする。折しも諸口教授の学部長就任が決まり、披露宴は、諸口教授の就任御披露目会の様相を示し、貴美子は、学業の忙しいカイに懇願して、新婚旅行の代わりに、クルーザーでの2次会を承諾させる。貴美子が裕子を披露宴に呼んだことが発覚し、母親が苦言を呈するも、貴美子はそれがカイの心を試すためのことだと譲らない。結婚式の2日前、貴美子の結婚を躊躇する母親だが、諸口教授は自分のメンツもあり、中止など出来ないとはねのける。
当日、結婚式を終えて披露宴に向かったカイは、そこに招待された裕子が望と共に出席しているのを見つけ、目が離せなくなる。貴美子は、自分が主役として全ての目が自分に向かっている中、新郎の目だけが自分を見つめていないことに気がつく。そして裕子らを2次会に招待する。
学生たちが集うクルーザー内で、子持ちの裕子は明らかに場違いだった。特につまらなそうにしている望にカイが話しかけると、望はカイの結婚をやめるよう怒る。慌てた裕子は望を外のデッキに連れ出す。追いかけようとしたカイを貴美子が足止めするが、カイは貴美子が裕子を招待したことをなじる。彼が裕子を忘れようと努力しつつ、しかし本人を突然目の前にして無駄に終わったことを聞き、貴美子は自分の嫉妬から出た行動が最悪の結果を招いたことを知る。
そのとき、酒を飲み過ぎた出席者の1人がチアノーゼを起こしてキャビンで倒れる。医者か看護婦を探され、裕子は望をデッキに置いたまま名乗り出て、同級生が尻込みするなかやはり名乗り出たカイと共に人工呼吸と心マッサージを始める。果たして患者は一命をとりとめ、成就感に包まれたカイは流れで裕子にキスしようとし、寸前で自分が結婚直後だったことに気がつく。
その直後、デッキに残されていた望が、揺れる船から落ちてしまい、カイは望を助けるために躊躇なく海に飛び込む。急患を運ぶために動いていたスクリューに巻き込まれそうになった望を助けたカイは、代わりに止まりかけたスクリューにぶつかり、背中に大けがをして意識を失う。
夢の中で、カイはシュンに再会する。辻褄の合わない夢の中、修学旅行で行った海洋博の動く歩道に沿ってシュンとの思い出の走馬灯が流れるが、途中で足止めを食らう。シュンは、カイが自分の人生を生きていないから足止めされるのだと話し、潔癖な性格が人生の弱さにつながっている事を指摘し、裕子の強さに支えてもらえとアドバイスし、自分のようにいつ途切れても悔いのない人生を生きろと言って別れる。
一昼夜意識の戻らなかったカイは、面会謝絶をかいくぐって入ってきた望の手に刺激されて目覚める。目覚めたカイを見舞おうとした裕子を貴美子は止め、自分ら夫婦のことを考えて2度とカイに会わないよう頼む。
望を助ける際に結婚指輪を海に落としたカイは、夢の中でのシュンが自分自身が自分を諫めた姿でもあると考える。身勝手を承知で裕子に愛を伝えようとしたカイだが、家の電話は解約され、2週間の絶対安静をおしてタクシーで向かった裕子のアパートは引き払われてもぬけの殻だった。

### 7巻
裕子たちが引っ越したのは、カイが裕子の家に行ったその昼のことだった。失意のカイは半分意識のない状態で病院に戻る。カイがうわごとで裕子の名前を呼ぶのに気がついた貴美子は、裕子がカイを呼び出したのだと怒るが、乗り込んだ木下病院で退職したこと、アパートを引き払ったことを知り肩透かしを食らう。そして、その原因が、自分が2度と会わないよう願った結果、裕子がカイへの愛のために身を引いたことを直感しつつ、そんな人はいないと否定する。
しかし、裕子の母親は裕子の気持ちを察し、もう横浜に住む理由がなくなっていると言って半日で荷造りと家賃の精算を済ませ、裕子は幼稚園に望を迎えに行って、電車に乗って当てのない旅を始めたのだった。貴美子の直感通り、裕子は貴美子が敵意に溢れていることに気がついた結果、望を助けてくれたカイへの恩返しとして、カイ夫婦が不幸にならないように身を引いたのだった。
観光地を一通り見て回った裕子らは、岡山駅で、次の行き先を考える。四国が母親の生まれ故郷であると知っていた裕子は、宇高連絡船経由で、母親の故郷を訪ねることを提案する。駆け落ちして勘当された母親も、故郷の懐かしさに心を躍らせた。
たどり着いた裕子の母親の実家は、代々地元をとりしきる網元だった。裕子の祖父は3年前に亡くなっており、その晩、一族が集まって話し合いが始まった。裕子の母親が出戻ってきたと考える一族は押し付け合いをはじめ、裕子の母親は帰ってくるつもりも財産分与を望むつもりもないといい、一族をホッとさせ、そしてこの家が帰ってくるべき場所ではなかったことを再認識する。
裕子らが次に乗った連絡船は、途中で離島である風戸島に立ち寄る。ちょっとのつもりで降りたところで望が迷子になり、その日の連絡船に乗り遅れてしまう。次の便は1週間後で、食料品店にパンもなく、旅館もない中なんとかしようと考えた裕子に、埠頭で船員を怒鳴りつけていたヤクザ風の男が声をかけ、電気の通っている廃屋を紹介する。裕子らはそれを好意ととる。
献身的に看病をする貴美子に、カイは別れを切り出すことができない。カイがいつか別れを切り出すことを貴美子も恐れており、カイに向けて不安と激しさと極端な従順を見せるようになっていた。
ある日、貴美子は中学の同窓会に出席する。そして、中学の時に自分を好きだった男子がいたことを知り、また自分が半年のうちに楽しさをすっかり忘れていたことに気がつく。狼狽しつつカイのところに現れた貴美子を見て、カイは結婚に縛られていたのはむしろ貴美子の方であったことに気づき、その場で別れを切り出す。
償いとして、君のためならなんでもする、と言ったカイに、貴美子は報いとして一生自分のそばにいろ、と告げる。消極的にカイはそれを承諾し、退院して2人の生活が始まる。カイへの愛と憎しみで貴美子はボロボロになる。深酒をして夜中に帰り、カイを求めては拒否する。しかし、友人らの前では仲のいい夫婦を演じ続けていた。カイはそんな生活が地獄のようだと感じつつも、貴美子が陥っている状態がかつて自分がシュンと裕子に裏切られていることを知ったときと同じだと気づき、貴美子にとっての自分が、自分にとってのシュンのような存在であろうと決意する。
カイは、夏休みの人出に貴美子を連れ出し、半年前の貴美子がそこで歩く楽しげな人たちと同じであったこと、そうでなくしてしまったのは自分であること、しかし、そこから立ち直るのは貴美子の責任であることを告げる。わかっていながら受け入れられない貴美子はカイから逃げ出すが、不良に絡まれ犯されそうになる。寸前でカイが助けに現れるが、代わりにカイが一方的に襲われ続ける。周囲が騒ぎになったことでようやくケンカは収まり、貴美子は助けに現れたときのカイの言葉「ぼくの妻」という一言に救われた思いになる。
帰ったマンションで貴美子は、カイがシュンについて思っていたかつての思いが今の自分と同じようであったことを聞く。シュンに興味を持った貴美子は、カイが唯一持っていた卒業アルバムに写るシュンの写真を見せてもらい、それが望そっくりであることに驚く。自分と別れた後も、そうする資格がないから裕子との再婚はしないと言うカイに何かを感じた貴美子は、母親に離婚するつもりであることを告げた後、アルバムに載っていたシュンの住所を訪ねる。
風戸島で裕子は、山野草の名前を覚えるなど、すっかり島の暮らしに溶け込んでいた。ヤクザ風の男の正体は島の診療所の医師で、裕子はそこで看護婦として働いていた。そこに、貴美子が訪ねてくる。シュンの実家に送られてきた裕子の手紙から住所を突き止めたのだった。
貴美子の目的は、カイがそれほどまでに愛している裕子のことを知ることだった。そして、都会とは全く違う島の生活、虫垂炎ですら命に関わるという島の厳しさに触れ、そこでしたたかにしなやかに生きている裕子が、カイの言っていたとおりの女性であることに気がつく。貴美子は裕子に、自分たちが離婚するつもりであることを話し、裕子に代わりにカイと結婚するよう頼む。裕子は貴美子を勝手すぎると言うが、貴美子はカイが高校の時からずっと裕子を好きであったこと、今回の件でカイが自分自身への信頼すら失いかけていることを語り、助けられるのは裕子だけであると重ねて頼み込む。
裕子はカイに思いを馳せつつ、しかしカイが貴美子と寝たことにこだわりを捨てきれない。しかし1週間後、貴美子が帰る船が発つとき、裕子は、貴美子が全ての嫉妬と苦しみを乗り越えて島にやってきたことを思い、貴美子へ、時が来たら、とカイへの伝言を頼む。
1週間行方不明になっていた貴美子のため、マンションでは家族が集まって大騒ぎになっていた。ちょうどいい機会だと思った貴美子は、皆の前で離婚を宣言する。マンションを引き払った最後、貴美子はカイに、"妻としての最初で最後のおせっかい"として、裕子の住む風戸島の住所を渡し、伝言を伝え、早くその時が来るよう願って去る。
カイは実家に戻り、周囲に陰口を叩かれ、諸口教授と気まずいことになりつつも、大学に通い続け、卒業する。カイの好成績を惜しんだ諸口教授は、貴美子のことを水に流してでも、と研究室に誘うが、四国の病院に赴任するカイの決意は全く動かなかった。
カイは四国の病院で、診察の傍ら学生を指導し、休日ごとの山歩きと博士論文の研究に時間を費やす。勤務2年目の冬に貴美子は版画の摺師と結婚し、ニューヨークに旅立つことになる。勤務3年目、カイのもとに博士論文が通過した電報が届いたことで、カイは決心を固める。
ある日、風戸島に一隻の船が訪ねてくる。乗っていたのはカイで、カイは風戸島の隣にある関ノ島の診療所に赴任することになり、その挨拶にやってきたのだった。カイがやってきたと望から聞き、島内を探し回る裕子を見つけたカイは、岬で再会する。カイの無言のプロポーズに、裕子は、シュンが生きていればもういちどシュンを選ぶ、と言い、その誠実さにカイはうなずいて抱きしめ合う。
カイ27歳、初めての出会いから10年目の秋に、2人は結婚する。裕子は望と共に関ノ島に引っ越し、島は久々の結婚式でお祭り騒ぎになる。宴会を抜け出し、新居で張り込んでいた島民を撒いて、2人は海辺で結ばれる。
海を見下ろす森の中の診療所で3人は生活を始める。貴美子からお祝いの手紙も届く。裕子には時折シュンへの思いが溢れる夜があり、そんなとき彼女はカイへのいたたまれない思いもあって家を出る。カイはおびえつつ、必ず戻ってくると信じて裕子を待つ。果たして裕子は髪に木の葉と塩の香を染みつかせて帰ってきて、カイはそれを言葉もなく迎える。2人はしっかり抱き合って森と海のざわめきを聞いている。

## 登場人物

### 主要人物
港 俊輔(シュン)
1980年の物語開始時点で17歳の城南高校2年生。横浜市中区の港青果の長男で、リーゼントに髪型を固めた、いわゆる"不良"。しかし、優等生のカイとは幼い頃からの親友同士である。カイのことは、生真面目さをいつもからかうものの、そのまっすぐさに憧れてもいる。実は、元々パイロット志望だったのを跡を継いで欲しい父親に懇願されて諦めたことが、髪型をリーゼントにしたきっかけ。高校の成績は順位外のひどいものだが、以前は物理の成績だけはカイよりも良かった。
近所の笠森公園にたむろす、ぽんたら地元の不良を始め、交友関係は広く、表向きは開けっぴろげな性格で、不良仲間を中心に多くの女性からもモテる。当初、如月裕子のことは特に気にしておらず、暴走族を追い払ったときの勢いでキスしたのも特に考えてのものではなかったが、カイの奥手な性格をフォローしているうちに裕子の魅力に気がつき、彼女を愛するようになり、付き合い始めてからはその自信でリーゼントもやめる。裕子が妊娠をきっかけに失踪してからはカイのために裕子を探し出そうと高校3年の夏休み直前に退学し、バイクの免許も取って暴走族のメンバーと裕子を探し続ける。バイクについては裕子と2人乗りの時を含め、ほぼノーヘルだが、長野へ向かった時はヘルメットを着用していた。
表向きの性格とは逆に、時々思い込みが過ぎることがあり、それが原因で高校を辞めたり、裕子との仲を進められなくなったりもする。最終的には裕子と結婚し、裕子が女の子を出産した直後、その子供についてわかったことを一刻も早くカイに伝えようと夜明け前の道をバイクで走り、タンクローリーに正面衝突して命を落とす。B型。
甲斐 照己(カイ)
1980年の物語開始時点で17歳の城南高校2年生。シュンの家の近くにある、甲斐外科医院の一人息子で、K大医学部を目指す秀才。家には使用人が少なくとも2名いる。また、過去に一緒に海水浴に行った玲という名の従姉妹がいる。家は長野に別荘を持つが、訪ねたことのある裕子によれば、それは松本のそば。大学進学後に自分用の車としてフォルクスワーゲン・ビートルを所有し、主に通学や裕子の送り迎え、貴美子とのデートに使用している。
幼いころからいじめられるたびにシュンに助けられており、2人は兄弟のように心から許しあい信じてあってきた友人同士である。物語開始時点では女の子にも話しかけられないくらいの超奥手で、如月裕子の話し相手をすることをシュンに頼んだことが、2人を近づけさせるきっかけとなった。しかし、高校では靴箱に後輩の1年生からラブレターを入れられたり、大学でも助手席に乗りたがる女性がいるなど、女性にモテないわけではない。
シュンの死から3ヶ月後、K大医学部にストレートで合格し、優秀な成績から厳しい諸口教授にも一目置かれるようになる。大学4年時、諸口教授の強力なプッシュで娘の貴美子と結婚するが、短期間で離婚する。
大学卒業後、四国の病院に就職し、3年で博士号を取り、瀬戸内海の関ノ島に医師として着任し、その年の秋に裕子と結婚する。
カイの夢の中で語ったシュン曰く、性格的に潔癖でもろいところがあり、自分の理想に一点のシミがつくとそれ全体を捨ててしまい、もうどうでもいいと全てを拒否して閉じこもってしまうとのことで、実際、彼に関するいくつかのトラブルはそれが元で起こっている。A型。
如月(港、甲斐) 裕子
1980年の物語開始時点で16歳の、白珠高校1年生。髪型は、多くの場合はロングのストレートヘア、高校に通う時は軽くまとめたおさげ、正月の和服デートや、木下病院での勤務中は短髪にも見えるまとめ髪、そのほか、1本の三つ編みにしたり、風戸島では、ロングだが耳が見えるよう耳の上の髪を小さくくくったりもしている。
横浜では、アパート風の団地住まい。自宅の前で母親と親子喧嘩をしているのをシュンとカイに目撃されたのが2人との出会いのきっかけ。喧嘩しつつも母親思いであり、アルバイトをしているのも高校の授業料くらいは自分で払いたいと考えているため。実際勤務態度は真面目で、カイ曰く、客も主人も笑顔にさせる明るさがあり、またどの勤務先でも評判はいい。一ノ瀬医師曰く、"目立つほうではないが、しんの強い、いい子"。ただし、美樹によると、少なくとも数学はシュン並に不得意な様子。
誠実な態度で、その誠実さは女遊びに躊躇のないシュンですら本気にさせてしまうほどりんとしたものだったが、いっぽうで母親曰く、優しいと言われると断れなくなる性格でもあり、幼い頃に誘拐されかけた時にその誘拐犯を庇ったほど。その性格の結果として、シュンとカイ両方を同時に愛することになってしまう。しかし、シュンとカイに会うまでは、同級生曰く「男性のことを深刻に考えすぎ」なためにボーイフレンドはおらず、シュンが本気で好きになった初めての男性でもあった。
1981年の5月に妊娠が発覚し、中絶を勧める母親に反発して家出し、行き倒れかけたところをえり子に拾われ、長野の農園で働き出す。妊娠に責任を取ろうと迎えにきたカイに友情と尊敬以外のものを感じていなかったことに気がつき、再び姿を消すも、偶然の好意もあって横浜に戻る。すれ違いがあったものの、シュンとその晩秋に結婚し、港裕子となる。暮れの出産直後、シュンと死別し、生きる気力をなくすが、自分が産んだ子がシュンとの子であったことを聞かされ、生きる気力を取り戻す。妊娠発覚後、2週間の無断欠席のせいで退学となるが、同級生の署名活動もあって復学。高校卒業後は、看護短大に入り、短大卒業直後の21歳、木下総合病院の小児科に育児経験者としての能力も買われ看護婦として就職。3年間寂しさを抱えて生きていたところ、改めてカイに口説かれ、恋心を再認識するも、シュンの思い出が邪魔している間にカイは貴美子との結婚を決めてしまい、それを邪魔しまいと病院を辞め、家族3人で放浪の後に、瀬戸内海の風戸島で看護婦として働くことになる。それから6年後、風戸島の隣の関ノ島に医師として赴任したカイと再婚する。娘の望にはユーコと呼ばれており、風戸島の子供たちからもユーコと呼び捨てで呼ばれて慕われている。O型。
諸口(甲斐)貴美子
大学4年生になったカイと出会った時点で女子校に通っている、高校2年生の女の子。髪型は、首筋がはっきり見える程度のショートヘアー。学校の成績はひまひとつで、父親がカイに家庭教師を頼むほど。ピアノが趣味で、新婚後の新居にも持ち込みたいと考えている。
当初の性格は、まるでくったくがない、よく笑いよくしゃべる明るい女性で、カイ曰く、みじめな思いを知らず、心の痛みも挫折も知らないで育ってきた、父母に守られてきた存在。カイの裕子との苦い恋の話を聞き、我がことのように感じてカイに告白するような、感じやすい、思ったことをすぐ口にする子でもある。
カイが裕子に改めてフラれたタイミングで父親の計らいでカイと付き合い始め、婚約を経て結婚にまで至るが、カイが自分に興味をほとんど持っていないことに気がつき、嫉妬と不安で当初のもっていた恐れを知らない無邪気さを失ってしまう。後にカイの助けもあってその気持ちを取り戻し、風戸島に移り住んだ裕子の下に向かい、裕子にカイとの再婚を頼むまでになる。離婚後は大学に進学し、大学4年の冬に版画の摺師との結婚を決め、その翌年その彼の仕事の都合で渡米した。本人曰く、おそらくカイと裕子の結婚を最も喜んだ人の1人。

### 主要人物の家族
シュンの父親
横浜市中区にある新鮮野菜・果物の店、港青果を営んでいる男性。跡継ぎのため、シュンにパイロットの夢をやめるよう泣いてたのむ。シュンがリーゼントに変えたり深夜徘徊していても特に怒らない、放任主義の面があるが、それはシュンに対する信用の賜でもあり、「他人様には迷惑をかけるなよ」と諌め、シュンが道を外すようなことをした際にはひどく怒ることもある。裕子の子が自分らの孫でないと聞いたときには動揺するも、シュンが言うからには自分らの孫とであると受け入れる。裕子と望のことをとても気に入っていたが、裕子が死んだシュンにしばられずに生きられるようにと、シュンの死後は裕子らを実家に返す。裕子らが風戸島に移り住んだ後も、望の写真を楽しみにしている様子。
シュンの母親
シュンの父親よりは心配性で、シュンがバイクに乗ることを決めたときに最も反対した。父親がシュンを怒ったときには血圧の話を出してなだめることもある。裕子の子が自分の孫でないと聞いたときにはがっかりするも、裕子のほうがもっとつらかったのだと理解する。シュンの死のことは、とても裕子には言えないと夫ともども躊躇した。風戸島からの望の写真を、シュンの父親と共に楽しみにしている。
港 美樹
シュンが高校3年時に中学2年生の、妹。若干脳天気で、シュンがバイクに乗ることにも"かっこいい"と好意的。シュンが家族にも告げずにアルバイトしているときに浮気を口にするが、特に考えてのことではない様子。結婚後は裕子のことを義姉さんと呼ぶ。シュンの死のことを、電話でうっかり裕子にしゃべりそうになる。
カイの父親
横浜市中区にある「甲斐外科医院」を開業している外科医。カイが子供の頃から開業しており、カイにとっては憧れかつ越えたいと願う存在でもあった。カイが裕子を紹介した時には、受験の邪魔になることを心配し、興信所を使って裕子の氏素性を調べ、交際に反対する。後に、カイの一途さを知り、カイが子供を引き取ることを了承するなど、考えを変える。投げやりに貴美子と結婚しようとしているカイの様子に家族で唯一気が付き、カイのかつての夢との違いからたしなめたこともある。長野の一瀬医院の医師、一ノ瀬とは学生時代の友人同士。
カイの母親
階級の高そうな、恰幅のいい女性。ゆるいパーマに洋装。かつてはカイについて、カイの父親と同様に心配していた。教授の娘と結婚したことで医学部教授の道が見えたカイに期待するも、それが反故になったことで機嫌を悪くする。
諸口教授
K大医学部の教授で、諸口貴美子の父親。開講している諸口ゼミは毎年90%が脱落すると言われているほど厳しいが、いっぽうでそれについてきた学生には目をかける。1年目だけでなく2年目にも受講してきたカイのことは、成績だけでなく"毛並みの良さ"もあって特に気に入り、自宅の書斎に案内して本を貸したり、学部生の入れない手術を見学させたり、娘の家庭教師を頼んだりもしている。家庭教師を頼んだのは将来的に娘の夫にするためのもので、脈がなさそうでも親経由で交際を頼んだり、結婚式を早めたりと手を尽くした。学部長に就任後は、対立する関係者を多数追い出した。娘とカイの離婚後、カイとの関係は悪化するものの、カイの成績優秀さと研究室に残らないことを残念がり、全てを水に流して研究室に誘った。
貴美子の母親
階級の高そうな女性。ゆるいパーマに和装。結婚式前に貴美子とカイの関係を察知し、結婚式を取りやめに出来ないか貴美子の父に相談するが、学部長就任祝いの様相を帯びた披露宴は中止できなくなる。家族の中で貴美子に離婚を報告された最初の家族であり、早めの報告がなかったことに嘆息する。
如月 しず子
裕子の母親。四国、瀬戸内海に面した漁村の網元の娘で、駆け落ちして上京するが、その後妊娠が発覚した時に恋人に逃げられる。子供を産み育てるため、お腹が目立つギリギリまで流産の危険の中働き続け、10代で裕子を産む。出産後も"あけみ"の源氏名で、キャバレー"カメリア"の託児所に裕子を預けつつ働き続けて金を貯め、優しくされた男性を信じがちな裕子の性格を考えて、お嬢さん学校として有名な白珠高校に高い寄付金を払って入学させる。裕子については男女のしがらみと関わりのない人生をおくらせてやりたく、後々エリート青年との幸せな花嫁姿だけを夢みていたが、その夢は裕子がシュンとカイ両方を同時に愛してしまったことで潰える。裕子とは喧嘩もするが誰よりも心強い味方であり、裕子の妊娠が分かったときには、自分が苦労したことを考えわざと悪態をついて中絶を勧めるが、それを裕子に誤解されて家出の直接の原因となり、後悔して裕子の帰りを待つため仕事を辞めて裕子を家で待ち続ける。裕子曰く、1981年6月時点で36歳。家出中の裕子の生活のことはそれを見つけたカイの話で知り、帰ってきたときには暖かく迎える。裕子とシュンが結婚した日に初めてシュンの家族と会うが、一晩で意気投合する。出産後、家に帰ってきた裕子と望の面倒を貯金を切り崩しつつ見、裕子にスネかじりを恐縮されたときには、頼られない人生はさびしいと言いはなった。望が幼稚園に通いだしてからはアルバイトで仕事し、裕子がカイの近くから離れたいと願ったときには半日で全ての作業を終えてアパートを引き払った。最終的に引っ越した風戸島では野菜を育てる生活をしており、6年後、裕子がカイと結婚して望とともに関ノ島に引っ越した後も、風戸島に残った。
港 望(のぞみ)
裕子の産んだ娘。1981年4月1日、裕子がカイにレイプされた後に妊娠が発覚したため、出産までカイの子供として扱われる。血液型B型。12月27日午前4時23分に2830ｇで生まれた直後、血液型からそれまでにシュンが避妊に失敗した末の、シュンの子供であることがわかる。しかしそのことに最初に気がついたシュンは交通事故で死んでしまい、その死にショックを受けた裕子に存在を忘れられる。その後、カイがその事実を解き明かしたことで、赤ちゃんの存在が皆に希望を与えたことから「望」と名付けられる。顔は生まれた直後は担当の看護婦に、3歳以降は貴美子など皆に言われるほど、シュンにそっくりであり、3歳以降はふとしたはずみの仕草や目つきや者の言い方までシュンを思わせる存在になっている。シュンのことは写真でしか見ていないが、カイの寝物語で多くのことを知っている。幼稚園では父親がいないことをからかわれているが、他の子のパパのように自分を動物園に連れて行ってくれたカイのことをパパにしてもいいと考えており、ユーコにそうお願いする。貴美子とカイの結婚はそれが出来なくなった事情であり、クルーザーで行われた2次会ではその結婚に不満を述べる。その後、クルーザーから落ちて溺れるが、カイの決死の救助で水を少し飲んだくらいで助けられる。幼稚園をはじめ、あちこちで正義感の強いところを見せる。風戸島に引っ越した後は、いち早く島の子供たちになじむ。

### その他の人物
紹介順は登場順。()内はふりがな、もしくは出現巻
ぽんた(1)
笠松公園にたむろする、シュンの不良仲間の1人。いち早く小排気量のバイクを買い、みんなに乗り回される。
貞二(じょうじ)(1,3,4,5)
横浜で活動している暴走族の一員。物語の開始時点で20歳。裕子のアルバイトしているドーナツ店で裕子に絡み、無理やりキスをしたことで、シュンが裕子にキスするきっかけを作ってしまった。後に、シュンにフラれて呆然と歩いている裕子を拉致し、無理やり酒を飲ませて暴走族のアジトに連れ込みレイプしようとするも、裕子が飲ませ過ぎで何の反応もしないことで「くたばっている女を抱くのはフェアじゃない」と部屋を離れる。助けに来たシュンとタイマンとしてチキンレースに挑み負けたことで、裕子に手出ししないことを約束する。およそ半年後の7月、リーダーの遺言としてオートバイを届けにシュンの下に現れ、暴走族の一団に勧誘する。シュンが行方知れずになった裕子を探していることに感動し、全国の支部も動員して裕子を探そうとする。果たしてその結果ははかばかしくなかったが、「おれはアホなんだよ おたくといっしょで」と言って最後までシュンに付き合って裕子探しを続けた。その秋、22歳になったことで暴走族からの卒業を考え、行きつけのスナックで知り合った、バツイチ子持ちの良子と結婚した。シュンの死はラーメン店で働いている時に流れていたTVのニュースで知る。
しなちゃん(1,2,3,4,5)
裕子の親友。1年次に裕子の初恋を見抜き、他の友人らとドーナツ店で張り込む。2年次では別のクラスになるが、そこで行われた"裁判"に乗り込み、糾弾していた同級生が裕子と一つ間違えば同じ状態になることを指摘して擁護する。妊娠確認のために産婦人科に付き合うことを約束するも、裕子にすっぽかされ、林マタニティクリニックの前で待ちぼうけを食らう。裕子がパジャマ姿に裸足で家出したときに転がり込んで来たときには、心配して着替えと当座の金を貸す。復学のための署名も先頭に立って行い、その後も結婚まで時々裕子の家に遊びに来る。友人たちと部屋で冬休みの富士急ハイランドスケート場オールナイト計画を練っていたとき、ラジオの7時のニュースで、シュンの訃報を知る。
京子(1,2,4)
裕子の友達。ケーハク者で口が軽く、あちこちの場面で口を滑らしては物語を余計な方向に進める。意見が雰囲気に流されやすい面もあるが、本人的には悪気があって行っているわけではない様子。バレンタインデーに12人の男子にチョコレートを渡したことをしなちゃんに指摘される。なお、結果は全滅だったという。
麻理(1,2)
1980年の冬休み、裕子がアルバイトをしたロッジの1人娘。別荘に向かう途中のシュンとカイにタバスコ入りコーヒーを飲ませるなどいたずら好き。シュンにナンパされ、裕子を連れてシュンとカイのいる別荘に遊びに行き、シュンと一夜を過ごす。そのためにカイは寝床を追い出されることになる。後に家出して横浜に上京し、拉致された裕子の救出のきっかけを作るが、その裕子がシュンとカイに二股をしていることに気が付き、シュンを取り戻したいと3人を揺さぶる。最終的に、1981年4月1日のシュンと裕子のデートをカイとともに尾行して決定的現場を目撃させ、カイを自暴自棄にするきっかけとなった。カイの気を引くためなどの理由で、文具のハヤミズなどあちこちで万引きする手癖の悪さもある。
高山(1)
麻理の家が経営しているロッジに宿泊していた大学生3人組の1人。麻理がシュンとカイのいる別荘に遊びに行く際に誘われたが、麻理が乗るためにその時乗っていたスノーモービルを下ろされて、別荘には裕子と2人で向かうことになる。遅れて到着した時、カイに裕子が乗り換えた男性だと誤解され、喧嘩に。喧嘩の弱いカイのことは一方的にぶちのめし、怒って他の2人とロッジに帰る。
リーダー(1)
貞二やミッキーが所属する暴走族のリーダー。アジトとなるバーで喧嘩になりかけたときに、貞二とのタイマンとして埠頭でのチキンレースを提案し、ミッキーのバイクを貸し出させる。シュンが勝ったら裕子に手を出させないと約束し、実際シュンが勝ったあとはその度胸に感心して一団に勧誘するが、彼とシュンが一緒に走ることはなく、およそ5ヶ月後、対向車のライトに目がくらんでバイク事故で亡くなる。そのとき乗っていたバイクは族の共有財産となり、彼の遺言でシュンに譲られることになる。
ミッキー(1)
貞二と同じ暴走族の一員。750ccバイクに乗っているが、そのバイクが一番ボロいということで、チキンレースでシュンの乗るバイクとして使われてしまう。
山本美香(2)
裕子の同級生。喫茶店で落ちぶれているカイから裕子の二股を知り、正義感から所属する2年3組で糾弾会の先頭に立つ。しなちゃんに自分も2人から告白されたのを自慢していることを指摘される。直後、裕子の妊娠が明らかになったときには、率先して中絶のためのカンパを集め、自身も他人より多い2千円を包む。
ハルミ(2)
裕子の同級生。糾弾会でしなちゃんから、ゴールデンウィーク中毎日違う相手とデートし、それを自慢していたことを指摘される。
えり子(3,4)
長野県小諸の周辺にある観光果樹園を営む蓮見農園のひとり娘。美人で、避暑に遊びに来ている学生たちにチヤホヤされるのを好んでいるが、それは従兄の恒の気を引くため。しかし、その火遊びに失敗し、恒に隠れて妊娠、中絶した過去がある。道端で行き倒れになっていた裕子を病院に運び、彼女が中絶を望んでいなかったことと、自分の経験から一ノ瀬医師に母子ともどもの救出を頼み、奇跡的に助かった後は自宅に退院させて面倒を見る。台風の夜、パーティーにひとり遊びに行ったところでようやくバカ騒ぎに意味がないことに気が付くが、翌日愛想を尽かした恒が裕子にプロポーズしているところを目撃して、ショックで自室で自殺を図る。自殺はシュンの活躍で止められ、裕子にたしなめられた恒にプロポーズされ、彼の北海道への大学行きに同行することになる。父親は市会議員で、気の毒な娘の面倒を見ていることが有権者に受けがいいと喜んでいる。
恒(ひさし)(3,4)
蓮見農園で働く青年。えり子の3歳年上の従兄。幼い頃からえり子に慕われていたが、ずっと足手まといのみそっかすとして扱っていた。えり子の火遊び失敗をきっかけに詳しい事情を知らないままえり子のお目付け役となり、えり子のワガママを引き受ける役となった。えり子のことは好きだったが、続くワガママに愛想を尽かしつつあり、ちょうどそのころ来た裕子の真面目な働きぶりに、結婚相手に裕子を選ぼうとする。しかし、自分の経験から友情と愛を勘違いしないよう裕子にたしなめられ、直後にえり子が自殺を図ったことで、えり子の自分への愛情を再認識する。研究の途中で地元に戻ってきたことを後悔しており、北海道の大学で農業の研究をやり直したいと考え、えり子とともに旅立つ。裕子と結婚したいと考えていた時に会ったシュンには裕子の存在を隠していたが、シュンがえり子の命の恩人となった時にその嘘を侘び、裕子の言葉を伝えることで、シュンが裕子を探す目的を変えるきっかけとなった。
一ノ瀬医師(3,4)
小諸の近くにある、内科、外科、小児科、婦人科などを診る一瀬医院の医師。衰弱して危険な状態になった裕子の中絶を行おうとするが、えり子に懇願されて10%の可能性にかけ、結果母子両方を助ける。えり子が生まれたときに取り上げた医師でもあり、えり子の父の主治医でもある。カイの父とは学生時代からの友人であり、東京での学会のついでで甲斐家に訪問する。訪問時、カイの父親に2ヶ月ほど前に迷い込んできた10代の妊婦の話をし、それを聞いていたカイの頼みで、ゆみ子と偽名を使っていた裕子の滞在先を教える。
民宿山田の女将(4)
農園から姿を消した裕子が最後に泊まった民宿の女将。裕子が妊娠中の旦那の浮気に怒って家出した奥さんだと勘違いして宿泊させた。民宿山田の宿泊料は少なくとも朝食付き総計3800円で、山菜の提供が都会からの客に好評。
トラック運転手(4)
民宿を出て歩いていた身重の裕子を心配して声をかける。本人も家に腹ボテの妻を置いて仕事をしており、声をかけたのは完全に親切心から。トラックは横浜行きで、心の整理がついた裕子は家に帰るために同行することになる。
新生児室の看護婦(5)
産まれた子供のことを逡巡するシュンに、新生児との面会を特別に許す。自分の子でないと戸惑うシュンに「おとうさんそっくり」「だれがみてもひとめでわかる」と言い、さらに具体的に目と口もとが似ていると断言する。その言葉と、新生児の血液型から、シュンは新生児が自分の子であることを確信する。シュンの死につながる理由を探していたカイにもその当時のことを話す。
植木助手(6)
K大医学部の万年助手。諸口教授のお気に入りとなって傲慢になったカイに忖度せず注意をする。その忖度のなさは諸口に嫌われており、諸口の学部長就任後にはK大を追い出されることになる。カイが以前の指導に御礼を言い、諸口教授へついていくことへの不安を話した時に、研究者を目指すなら、研究環境を整える努力は悪いことではない、と理解を示す。辞めたあとは知り合いの製薬会社に働く伝手を探した。
しず子の兄(7)
網元として家を継いでいる、本家の長男。網元としては事業がいまひとつで船を手放したり田畑を半分以上売ったりと落ちぶれており、しず子の面倒を見ることも遺産を分ける事もできないと苦い顔をするが、しず子がそのつもりで帰ってきたわけでないことを知ると急にニコニコしだす。
しず子の父(直接の登場なし)
およそ20年ぶりに里帰りした時点でしず子曰く、生きていれば68歳。実際にはしず子の兄曰く、その里帰りの3年前にしず子のことを散々心配しながら亡くなっていた。
ヤクザ風の男(7)
裕子が初めて見たのは風戸島の埠頭で、蒸留酒を飲んで船員に絡んでいたところ。胸ポケットにはカミソリの刃を忍ばせている。実は本職は医師で、絡んでいたのは頼んでいた血清が届かなかったため、カミソリはマムシの毒を抜くための切開のため、酒はその後の消毒のためだった。裕子ら家族に、電気の通っている空き家の廃屋を斡旋し、裕子らが風戸島に住むきっかけを作る。カイが隣の関ノ島に着任するために挨拶をしにきた時の裕子の姿を見て、久々の結婚式で酒が飲めるとワクワクするものの、それは裕子が自分の診療所からいなくなることも意味しており、祝いの酒はヤケ酒になる。
工藤(7)
貴美子の中学時代の同級生。同窓会で久しぶりに会ったとき、貴美子が婚約していたことにショックを受け、がっかりする。実は中学の時からずっと貴美子のことが好きで、友人経由で誕生日など聞いていたことが明らかになる。ボウリングの勝利祝いとして貴美子の頬にキスしたり、お好み焼き屋の会食でもずっと見つめるなどしていたが、最後には握手をして諦めた様子。
しんちゃん(7)
風戸島に住む、望の遊び仲間。貴美子が島に行ったときには裸足で歩いており、マムシを踏み抜いて噛まれてしまう。駆けつけた裕子に応急処置をされ、診療所で血清を打たれて命には別状がなかった様子。
関ノ島町長(7)
関ノ島町役場の2階集会場で行われたカイと裕子の結婚式で挨拶する。医者のいなかった関ノ島に若い医者が来たこと、さらに奥さんとして美しい看護婦まで隣の風戸島からぶんどってきたことを喜び、2人にキスを急かす。

## 単行本
セブンティーンコミックス刊
- 森はなに色 1 （1983年9月10日） ISBN 4-08-854207-X 雑誌コード 43312-07 (80年48号から81年10号まで連載分を収録)
- 森はなに色 2 （1983年10月10日） ISBN 4-08-854209-6 雑誌コード 43312-09 (81年11号から24号まで連載分を収録)
- 森はなに色 3 （1984年1月14日） ISBN 4-08-854216-9 雑誌コード 43312-16 (81年25号から39号まで連載分を収録)
- 森はなに色 4 （1984年3月10日） ISBN 4-08-854223-1 雑誌コード 43312-23 (81年40号から52号まで連載分を収録)
- 森はなに色 5 （1984年5月10日） ISBN 4-08-854229-0 雑誌コード 43312-29 (82年1号から15号まで連載分を収録)
- 森はなに色 6 （1984年7月10日） ISBN 4-08-854235-5 雑誌コード 43312-35 (82年16号から29号まで連載分を収録)
- 森はなに色 7 （1984年8月10日） ISBN 4-08-854237-1 雑誌コード 43312-37 (82年30号から42号まで連載分を収録)